# Recilia krameri
Recilia krameri är en insektsart som beskrevs av Rama Subba Rao och K. Ramakrishnan 1988. Recilia krameri ingår i släktet Recilia och familjen dvärgstritar. Inga underarter finns listade i Catalogue of Life.